# Spilosoma transitoria
Spilosoma transitoria là một loài bướm đêm thuộc phân họ Arctiinae, họ Erebidae.